# Jay Grdina

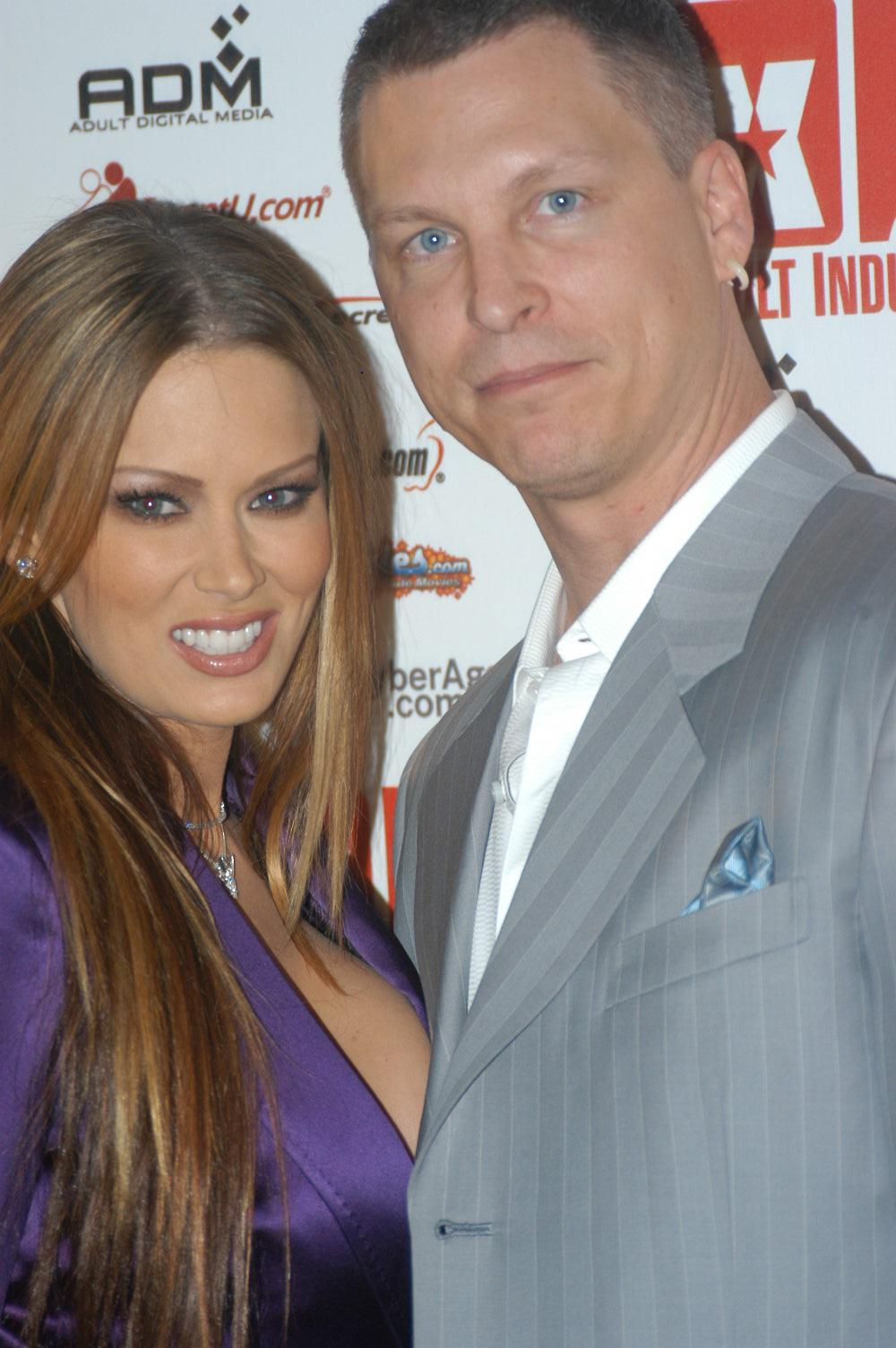
Jay Grdina com a ex-esposa, a estrela pornô Jenna Jameson no XBiz Awards, em novembro de 2005

John G "Jay" Grdina (Cleveland, Ohio, 11 de outubro de 1967), também creditado como Justin Sterling, é um ex-ator pornográfico, hoje diretor e CEO da NOHO—The Hangover Defense. Sua família é natural da Croácia.

## Início
Grdina nasceu em Ohio, de uma rica família criadora de gado que havia imigrado de Karlovac, Croácia. Realizou parte de seu ensino básico na Naples Christian Academy (NCH) em Naples, Filadélfia, e seu ensino médio na Gilmour Academy, em Gates Mills, Ohio. Grdina formou-se na  Universidade de San Diego em Administração e Psicologia.

## Carreira
Após os estudos, Grdina seguiu diversas profissões até 1992, quando começou a investir em filmes adultos dirigidos por Michael Ninn. De 1995 até 1999, ele escreveu e dirigiu diversos filmes pornográficos ao estilo de Ninn, na maior parte das vezes usando os nomes Michael Santangelo, Justin Fine e Justin Sterling.
Em 1988, Grdina conheceu Jenna Jameson, já então uma famosa estrela pornô. Eles se casaram em uma cerimônia católica em 22 de junho de 2003. O casal residia em Scottsdale, Arizona, em uma mansão de estilo espanhol, comprada por dois milhões de dólares em 2002. Mais tarde mudaram-se para Paradise Valley, Arizona, outra mansão de US$ 4.5 milhões.
Em 2000, fundou o Club Jenna Inc, primeiramente voltada para pornografia na internet, depois expandido para um negócio multimídia de entretenimento adulto, trazendo um lucro de cerca de US $30 milhões por ano. Anunciando e vendendo diversos produtos, associados à imagem de Jenna, o negócio apresentou uma ascensão meteórica durante a explosão das empresas pontocom. O site se tornou rentável em três semanas. O empreendimento era executado como um negócio familiar, tendo sua irmã Kris como vice-presidente encarregada de merchandising.. Em 22 de junho de 2006, a Playboy Enterprises anunciou a aquisição da Club Jenna e suas coligadas, num acordo aceito por Jameson e Grdina.
Grdina produziu, dirigiu, e escreveu os filmes da Club Jenna, incluindo Briana Loves Jenna, The Masseuse, I Dream of Jenna, e Krystal Method. Também atuou em alguns desses filmes, sendo o único homem com quem Jenna tinha relações nos filmes.
Em 2006, Grdina foi jurado na segunda temporada da Jenna's American Sex Star, da Playboy TV, onde possíveis estrelas pornográficas competiam em atuações sexuais por um contrato com a Club Jenna.
Em junho de 2010, Grdina começou um site de fofocas, Kikster.com.
Em dezembro de 2010, Grdina foi nomeado CEO da NOHO, uma bebida energetica que repõe nutrientes perdidos após o consumo de álcool.

## Vida
Grdina se considera católico praticante.
Jenna Jameson e Grdina separaram-se em agosto de 2006., assinando o divórcio em dezembro daquele ano.

## Prêmios
- 2005 AVN Award: "Best Actor - Film" (The Masseuse)
- 2005 AVN Award: "Best Couple Sex Scene - Film" (The Masseuse com Jenna Jameson).
- 2005 AVN Award: "Best Editing - Video" (Bella Loves Jenna)
- 2006 AVN Award: "Best Editing - Video" (Provocateur)
- 2007 AVN Award: "Best Actor" (Janine Loves Jenna)